# Quinto Ferrari
Quinto Ferrari (Bologna, 24 maggio 1907 – 5 settembre 1995) è stato un cantautore dialettale italiano.

## Biografia
Quinto Ferrari nacque a Bologna il 24 maggio 1907, in una famiglia povera di Via Borgo San Pietro.

### La passione per la musica
Per aiutare la famiglia, Ferrari fece tanti lavori: orefice, cappellaio e apprendista in una fabbrica di organetti. Trovò poi il mestiere giusto, quello di tipografo, che esercitò anche al Resto del Carlino.
Il primo vero contatto con la musica lo ebbe a 14 anni: seguendo la sorella Ada che faceva la comparsa al Comunale, ne ricevette un biglietto omaggio per il Tannhäuser di Wagner, che lo entusiasmò. Riuscì a entrare nel gruppo di comparse del teatro, dove durante la guerra fece anche la maschera abbigliato in costume settecentesco.
Da più adulto iniziò a comporre alla sua maniera: quando gli veniva in mente un motivo andava da un amico musicista, glielo canticchiava e lui lo trascriveva sul pentagramma. Con lo stesso maestro iniziò lo studio della musica che poi continuò con altri. Contemporaneamente aveva iniziato a suonare la fisarmonica da solo.

### Quinto Ferrari autore
La grande occasione per le sue canzoni si presentò nel 1943, quando ottenne un'audizione all'EIAR (la RAI dell'epoca) dal maestro Angelini. Proprio il giorno dell'appuntamento, Bologna subì uno dei bombardamenti più pesanti e Angelini partì in tutta fretta senza avere avuto modo di ascoltarlo. Passarono diversi anni di calma e le canzoni erano sempre lì nel cassetto.
Nel 1962, la figlia Novera con la quale conviveva si sposò e Quinto rimase solo. Per passare il tempo riaprì il cassetto pieno di canzoni. Come per la fisarmonica, da autodidatta imparò a suonare la chitarra. In quegli anni iniziò anche una ripresa del genere dialettale e Ferrari pensò di rielaborare alcune sue canzoni variandone il ritmo e riscrivendo i testi in dialetto. Nacque così, per prima, La Madunéṅna dal Båurg San Pîr (La Madonnina del Borgo San Pietro) considerata la sua "canzone bandiera". Seguirono poi L infêren, Al paradîṡ, Al purgatòri e molte altre.
Nell'ambito della canzone dialettale in dialetto bolognese, Ferrari è stato il primo a rompere con la consolidata tradizione che fino ad allora usava il dialetto solo a fini comici: Quinto offrì ai bolognesi anche canzoni dialettali romantiche, nostalgiche, serie e drammatiche, evocative. Molte di queste sono state scritte con testi di livello poetico che cantava nelle sedi più diverse, dal teatro alla più umile osteria. Iniziò infatti a esibirsi nelle osterie di Bologna, in particolare l'Osteria delle Dame fondata da Francesco Guccini e Padre Casali, dove a forza di serate con un folto pubblico riuscì a vincere la timidezza.
Nel 1975 si risposò con Maria Ricci, poi arrivò la notorietà con l'incisione di quattro dischi e la pubblicazione del libro Mé a la vadd acsé (io la vedo così) con i testi delle sue canzoni e rime in dialetto. Negli anni ottanta partecipò a una puntata speciale del "Maurizio Costanzo Show" trasmessa dal Teatro Comunale di Bologna e in quell'occasione cantò la sua Madunéṅna realizzando il sogno di esibirsi sul palcoscenico del "suo" teatro. Prese parte a programmi di varie emittenti radiofoniche e televisive locali, spesso in coppia con l'amico Carlo Cardelli che lo presentava e commentava i testi delle canzoni. Negli ultimi anni si esibì spesso col cantautore dialettale Fausto Carpani, che lui stesso indicò come il suo erede artistico.
Venne nominato Cavaliere della Repubblica e il Comune di Bologna gli conferì "L'Archiginnasio d'argento" e, pochi mesi prima della morte, il "Nettuno d'oro".

## Repertorio
La sua canzone più nota, oltre a "La Madunéṅna dal Båurg San Pîr", è "Nustalgî d Bulåggna" (Nostalgia di Bologna), un inno alla città che si può paragonare, come impatto emotivo per i bolognesi, a quello che ha "La Madunina" per i milanesi o "Ma se ghe pensu" per i genovesi.
Le canzoni di Quinto Ferrari incise su disco fonografico e audiocassette sono 35, ma molte altre sono rimaste nell'ambito delle sue incisioni personali di cui pochi amici possiedono copia.
Oltre ai titoli già citati, si possono ricordare:
- Ventquâtr ed Mâż dal Méll e novzäntsèt (24 maggio 1907)
- La mî prémma comugnån (La mia prima comunione)
- A pî a se ṡguâza (A piedi si gode)
- A m arcôrd (Mi ricordo)
- Méll e otzänt quarantòt (1848)
- Ninanâna a Claudia (Ninna nanna a Claudia)
- Piràtt al maicàtt (Pierino l'ingenuo)
- Al mî matrimòni (Il mio matrimonio)
- Adultêri (Adulterio)
- Azidänt ai Mirasûl (Accidenti ai Mirasoli)